# Lise Deharme
Lise Deharme, all'anagrafe Hirtz Lise Anne Marie (Parigi, 5 maggio 1898 – Neuilly-sur-Seine, 19 gennaio 1980), è stata una scrittrice francese surrealista.

## Biografia
Figlia di un medico, primario presso l'ospedale Necker, Lise Deharme iniziò da giovanissima a frequentare gli ambienti artistici e letterari. Nel gennaio del 1925, su invito di Breton conosciuto qualche mese prima, entrò in contatto con il gruppo surrealista parigino. In quell'occasione Breton stesso le chiese di lasciare uno dei suoi guanti di daino azzurri come simbolo del movimento surrealista; tale episodio, narrato nell'opera Nadja in cui Lise Deharme venne rappresentata con il nome di Lise Meyer, le valse il soprannome di Dame au gant, la "Signora del guanto".
Nel 1927 sposò Paul Deharme, pioniere della radio francese e responsabile della pubblicità su Radio Parigi, che lavorava con Robert Desnos. Con lo pseudonimo di Lisa Hirtz, nel 1928 Lise Deharme pubblicò il suo primo volume, Il était une petite pie (C'era una piccola gazza), contenente otto disegni di Joan Miró.
La pubblicazione nel 1933 della rivista surrealista Le Phare de Neuilly ("Il faro di Neuilly"), di cui Deharme diresse la redazione, preparò il terreno per opere di autori quali Natalie Barney, James Joyce, D.H. Lawrence e Jacques Lacan,. Attraverso la redazione del periodico, Deharme miscelò questioni etiche ed estetiche per affrontare i problemi sociopolitici dei primi anni trenta, rivelando la propria carica politica e sovversiva. Inoltre la redazione della rivista la pose al centro di un cenacolo di poeti, scrittori ed artisti fra i quali Max Ernst, Salvador Dalí, Wolfgang Paalen, Pablo Picasso e Jean-Louis Barrault. Nello stesso periodo, Deharme pubblicò anche delle raccolte di poesie.
Verso la fine del decennio collaborò con Claude Cahun al volume per bambini Le Cœur de Pic ("Il cuore di Pic"), pubblicato nel 1937, opera che valse a Lise il soprannome alternativo, all'interno del gruppo surrealista, di "Dame de Pique" ("Donna di Picche", per assonanza), soprannome che ne sottintendeva il fascino tutt'altro che fragile. In quegli anni lavorò anche a stretto contatto con André Breton, Paul Éluard e Man Ray.
Durante l'occupazione si unì al Comité national des écrivains ("Comitato nazionale degli scrittori") organizzato da Paul Éluard, di cui facevano parte, fra gli altri, Louis Aragon, Jean Cassou, Michel Leiris, Jean Paulhan, Jean Tardieu, Elsa Triolet e Vercors. Nello stesso periodo contribuì alla raccolta L'Honneur des poètes ("L'onore dei poeti"), pubblicata clandestinamente nel 1943 da Pierre Seghers, Paul Éluard e Jean Lescure tramite le Éditions de Minuit in seno alla resistenza.
Dopo la fine della guerra Deharme iniziò a sperimentare il genere romanzesco; alcuni tra i suoi romanzi furono vietati ai minori.
Alla sua morte, avvenuta nel 1980, venne sepolta al Père-Lachaise.
A lungo Lise Deharme fu relegata ai margini della storia del surrealismo, ricordata principalmente come "il primo amore impossibile sognato da André Breton", e come una delle più attive organizzatrici di esposizioni surrealiste. Tuttavia la sua influenza sociale e politica sul movimento andò oltre il ruolo di musa di Breton, e critici come Penelope Rosemont iniziarono in seguito a riconsiderarne la posizione e a rivalutarne la produzione.

## Il "libro-oggetto"
Le Cœur de Pic rientrava nel contesto del libro-oggetto quale spazio di innovazione e sperimentazione: trentadue poesie malinconiche e talvolta maligne di Deharme che facevano da cornice alle fotografie di Cahun, mostrando una collaborazione complementare ed omogenea fra le due artiste.
Testo ed immagini sembravano scaturire dalla medesima fonte, nutrirsi di un immaginario in parte onirico ed in parte tormentato, puntare verso un'unica forza creativa. L'opera ricreava i canoni dell'estetica attraverso la pluralità di mezzi espressivi, la perdita di punti di riferimento, l'intreccio dei generi (la "pitto-poesia"), sfidando l'idea dell'individualismo a favore del principio di collaborazione inter-artistica.
Applicando il concetto surrealista di ars combinatoria, Deharme e Cahun diedero vita al libro quale "oggetto" trasformato in tanti "oggetti-libro", ossia nei "libri surrealisti". Le opere così concepite invitavano a modificare la pratica della lettura attraverso la partecipazione all'alchimia verbale e visuale creata attraverso la frammentazione spazio-temporale del libro stesso, attraverso la combinazione della poesia delle immagini con il significato nascosto delle parole.

## Alcune opere
- 1922 - Images dans le dos du cocher; pubblicata con lo pseudonimo di Lise Hirtz
- 1928 - Il etait une Petite Pie, con illustrazioni di Joan Miró; pubblicata con lo pseudonimo di Lise Hirtz
- 1933 - Cahier de Curieuse Personne
- 1937 - Le Coeur de Pic : trente-deux poèmes pour les enfants, con fotografie di Claude Cahun[13]
- 1945 - Cette Année-La, con prefazione di Paul Éluard, edizioni Gallimard
- 1946 - Insolence
- 1946 - Le Pot de Mousse
- 1949 - La Porte à côté, edizioni Gallimard
- 1952 - Ève la Blonde, edizioni Gallimard
- 1954 - Farouche à quatre feuilles, insieme a André Breton, Julien Gracq e Jean Tardieu
- 1955 - Le Poids d'un oiseau, con illustrazioni di Leonor Fini
- 1955 - Le Château de l'Horloge
- 1956 - Les Quatre Cents Coups du diable
- 1957 - Et la bête
- 1957 - La Contesse Soir
- 1958 - Le Tablier blanc, con incisioni di Joan Miró
- 1959 - Laissez-moi tranquille
- 1961 - Les Années perdues, Journal, 1939-1949
- 1961 - Carole ou Ce qui plaît aux filles
- 1962 - Pierre de la Mermorte
- 1964 - L'Enchanteur
- 1965 - Les Chats, con fotografie di Hanns Reich
- 1966 - L'Amant blessé
- 1969 - Oh ! Violette ou la Politesse des végétaux, con illustrazioni di Leonor Fini
- 1973 - Le téléphone est mort
- 1976 - La Marquise d'Enfer
- 1984 - La Caverne